# Сиби, Шейх
Шейх Сиби (англ. Sheikh Sibi; род. 21 февраля 1998 года) — гамбийский футболист, вратарь итальянского клуба Серии C «Виртус Верона» и национальной сборной Гамбии.

## Ранние годы
Шейх Сиби родился в гамбийском городе Серекунда в семье гамбийки и мавританца. В возрасте 16 лет он покинул Гамбию в надежде перебраться в Европу. Во время своего путешествия он пересёк пустыню Сахара и добрался до Триполи, столицы Ливии, где пять месяцев проработал художником. В июле 2015 года он пересёк на лодке Средиземное море, достигнув итальянского острова Лампедуза.

## Клубная карьера
После прибытия в Италию Сиби был направлен в приёмный центр Костагранде в Вероне. Вскоре после этого он был направлен в Virtus Vita, некоммерческую организацию, поддерживающую мигрантов. Поскольку Virtus Vita и клуб «Виртус Верона» принадлежали одной и той же компании Vencomp, это помогло Сиби продолжить свою футбольную карьеру.
30 октября 2016 года Сиби дебютировал в составе «Виртус Вероны» в проигрышном (1:2) матче с клубом «Унион Фельтре», проходившем в рамках Серии D. 16 сентября 2018 года гамбиец дебютировал на профессиональном уровне (в Серии C) в проигранной со счётом 0:2 «Фермане» игре.

## Карьера в сборной
С июня 2019 года Сиби несколько раз вызывался в сборную Гамбии. 29 марта 2021 года он дебютировал за сборную, в проигранном (0:1) сборной ДР Конго матче. Шейх Сиби был включён в состав сборной Гамбии на Кубок африканских наций 2021 года, дебютном для его команды. Гамбийцы сенсационно вышли в четвертьфинал турнира, на котором Сиби играл роль резервного вратаря, так и не выйдя ни разу на поле.